# Réaction de Suzuki
Pour les articles homonymes, voir Suzuki (homonymie).
La réaction de Suzuki, réaction de Suzuki-Miyaura ou couplage de Suzuki-Miyaura est une réaction de couplage et utilisée en chimie organique dans laquelle un groupe aryle et un deuxième groupe aryle se condensent pour donner une seule molécule. Généralement, cette réaction utilise un acide boronique réagissant avec un dérivé halogéné, tel un brome ou un iode avec un catalyseur au palladium,. Cette réaction chimique a été publiée pour la première fois en 1979 par Akira Suzuki (鈴木章) (qui a reçu le prix Nobel de chimie en 2010 pour cette découverte) et Norio Miyaura (宮浦憲夫). La réaction nécessite un catalyseur au palladium comportant des ligands phosphines.

## Conditions de réaction
Cette réaction fonctionne également en utilisant un groupement triflate (OTf), plutôt qu'un dérivé halogéné, ainsi que l'utilisation d'un ester boronique plutôt qu'un acide boronique. On observe habituellement la réactivité relative suivante pour chaque groupement utilisé lors de la réaction de couplage: R2-I > R2-OTf > R2-Br >> R2-Cl.

## Mécanisme de la réaction
Le cycle catalytique du couplage de Suzuki comporte quatre étapes distinctes:
1. une addition oxydante d'un halogénure 2 au catalyseur palladium Pd(0) 1 pour former Pd(II) 3 ;
2. un échange de l'anion lié au palladium avec l'anion de la base: métathèse qui donne 4 ;
3. Une transmétallation entre Pd(II) 4 et le complexe alkylborate 6 ;
4. une élimination réductrice pour former la liaison σC-C 9 et régénérer le catalyseur Pd(0) 1.

L'anion de bore quaternaire augmente la nucléophilie du groupe aryle R1 et accélère son transfert au palladium lors de l'étape de transmétallation.
Le choix des ligands du catalyseur influe sur la réactivité. Des ligands volumineux et riches en électrons comme P(t-Bu)3 accélèrent la vitesse de l'étape d'addition oxydante, permettant de faire réagir des chlorures normalement non réactifs.